# 张家铺天主堂
张家铺天主堂，位于北京市门头沟区清水镇张家铺村，是一座天主教堂。

## 简介
张家铺天主堂建于清朝光绪年间。光绪二十六年（1900年），在义和团运动中，被斋堂镇川义和团烧毁。当时张家铺天主堂的男女老少教友全被义和团杀害，尸体被扔到山下，历史文献记载这些尸骨现在埋在张家铺天主堂的祭台下面。义和团在血洗张家铺之后，随后便去进攻距离张家铺不远的桑峪村天主堂。张家铺天主堂现存建筑为中华民国初期重建，抗日战争时期遭到日军严重破坏。后来张家铺天主堂停止宗教活动。1985年，张家铺天主堂以“天主教堂”之名被列为北京市门头沟区文物保护单位。